# Isabelle Vernos
Isabelle Vernos és professora d'investigació ICREA al Centre de Regulació Genòmica de Barcelona. Doctora en bioquímica per la Universitat Autònoma de Madrid, va fer estudis postdoctorals a la Universitat de Cambridge. Entre el 1992 i el 2005 va desenvolupar la seva carrera investigadora al Laboratori Europeu de Biologia Molecular de la Universitat de Heidelberg, a Alemanya. Des del 2005 és professora d'investigació ICREA al Centre de Regulació Genòmica de Barcelona, on dirigeix el grup sobre Funció de Microtúbuls i Divisió Cel·lular. Des del mateix any és membre de l'Organització Europea de Biologia Molecular. El 2012 va ser elegida per formar part del recentment creat Consell Assessor de Ciència, Tecnologia i Innovació de la Secretaria d'Estat d'I+D+i, una institució formada per científics i agents socials destinada a assessorar sobre les polítiques de desenvolupament i innovació científica i en la qual n'és l'única dona. Des de l'any 2014 és membre del consell científic del Consell Europeu de Recerca, la institució encarregada d'impulsar la recerca d'alt nivell a Europa.